# Matt Haywood
Matthew "Matt" Haywood, född 11 maj 1998, är en brittisk roddare.

## Karriär
Vid VM 2022 i Račice tog Haywood silver i scullerfyra tillsammans med Harry Leask, George Bourne och Tom Barras.
Vid olympiska sommarspelen 2024 i Paris slutade Haywood på fjärde plats i scullerfyra tillsammans med Tom Barras, Callum Dixon och Graeme Thomas. Vid EM 2025 i Plovdiv tog han guld i scullerfyra tillsammans med Cedol Dafydd, Callum Dixon och Rory Harris.